# Московская городская организация КПРФ
Московская городская организация КПРФ — региональное отделение КПРФ в городе Москва. Штаб-квартира: Москва, Симферопольский бульвар, д. 24к3

## Руководство
- Московская городская конференция КПРФ
- Московский городской комитет КПРФ (МГК КПРФ) — руководящий орган организации между её конференциями ею избираемый.
- Бюро Московского городского комитета — руководящий орган организации между пленумами её комитета.

## История
Соблюдая правопреемственность счёта сбора руководящего органа от ВКП(б), в настоящее функционирует 43-й Московский городской комитет компартии.
18 декабря 2010 года секретарём МГК КПРФ стал Валерий Рашкин.
Комитет имел окружную структуру до июля 2010 года. Московская организация КПРФ выдвигает кандидатов в депутаты и другие выборные должности в органах государственной власти и органах местного самоуправления.
8 декабря 2012 прошла 45-я отчётно-выборная Конференция, выбран новый состав руководящих органов, 1-м секретарём переизбран Рашкин.

## Представительство в Московской городской думе
В Московской городской думе четвёртого созыва (2005—2009 гг.) КПРФ впервые образовала фракцию из четырёх депутатов, после того, как впервые было введено избрание по партийным спискам.
В Московской городской думе пятого созыва (2009—2013 гг.) КПРФ имела фракцию из трёх депутатов.
В Московской городской думе шестого созыва (2013—2019 гг.) КПРФ имела фракцию из пяти депутатов, наиболее активными из которых являлись Андрей Клычков (впоследствии губернатор Орловской области) и Елена Шувалова.
В Московской городской думе седьмого созыва (2019—2024 гг.) КПРФ, при поддержке «Умного голосования» Алексея Навального, смогла впервые одержать победу в одномандатных округах и имела фракцию из тринадцати депутатов, которая впоследствии (после смерти Николая Губенко, лишения мандата Олега Шереметьева и исключения из фракции и из партии Дмитрия Локтева, Елены Шуваловой и Евгения Ступина) сократилась до 8 человек.

## Руководство МГК

### Первые секретари
- Шанцев, Валерий Павлинович (1993)
- Шабанов, Александр Александрович (1993—1994)
- Куваев, Александр Александрович (1994—2004)
- Улас, Владимир Дмитриевич (2004—2010)
- Лакеев, Владимир Иванович[6][7] / Рашкин, Валерий Фёдорович[8] (2010—2013)
- Рашкин, Валерий Фёдорович[9] (2013—2022)
- Зубрилин, Николай Григорьевич (с 2022)[10]

### Другие
- Клычков, Андрей Евгеньевич — секретарь МГК, руководитель фракции КПРФ в Мосгордуме (V созыва)

## Окружные комитеты
До июля 2010 года в МГК существовали окружные комитеты, список которых приведён ниже.
(в скобках приведены фамилии первых секретарей окружных отделений МГО)
- Центральный (Жукова Римма Васильевна)
- Восточный (Монахов Валерий Федорович — на июнь 2010 года — снят с поста и исключен из рядов КПРФ, стал членом Президиума ЦК ОКП, секретарём ЦК ОКП)
- Западный (Поляков Евгений Сергеевич)
- Северный (Фролов Лев Николаевич — на декабрь 2010 года — исключен из рядов КПРФ, на март 2014 года стал членом Президиума ЦК ОКП[11])
- Южный (Поротиков Анатолий Иванович, на март 2014 года стал членом Президиума ЦК ОКП[11])
- Северо-Восточный (Маркин Олег Алексеевич — на октябрь 2010 года — исключен из рядов КПРФ)
- Северо-Западный (Бородкин Анатолий Никифорович)
- Юго-Западный (Митропольский Сергей Александрович)
- Юго-Восточный (Брюханов Владимир Николаевич — на июнь 2010 года — снят с поста и исключен из рядов КПРФ)
- Зеленоград (Минкевич Владимир Дмитриевич)

## Расколы в организации
С 12 мая 2010 года по решению Президиума ЦК КПРФ В. Д. Улас снят с поста первого секретаря МГК КПРФ, а бюро горкома распущено. Вместо Московского городского комитета в нарушение пп. 1.2 и 6.17 Устава КПРФ работой московской организации КПРФ в течение неопределённого времени будет руководить созданная президиумом ЦК «рабочая группа для созыва Комитета Московского городского отделения КПРФ». Данные действия ЦК и ЦКРК КПРФ осуждены рядом известных представителей МГК, таких как Егор Лигачёв, Сергей Никитин.
25 июня 2010 прошёл Пленум Московского городского комитета КПРФ, в ходе которого МГК признал незаконным отстранение секретарей, роспуск бюро и лишение горкома уставных полномочий, а также принял Обращение Пленума в ЦК КПРФ. Президиум ЦК КПРФ признал прошедший Пленум неправомочным, тогда как его участники указывали на наличие кворума и уставного права на сбор Пленума нераспущенным МГК.
3 июля на совместном пленуме ЦК и ЦКРК московский горком был распущен, в целях оптимизации работы партийного отделения ликвидированы окружные комитеты, и распущены некоторые районные организации вместо которых будут созданы новые, более крупные. Руководством Московского регионального отделения КПРФ осуществлял до созыва Конференции МГК КПРФ созданный ЦК КПРФ Оргкомитет.
18 декабря 2010 прошла 43-я Конференция, на которой выбран 1-й секретарь и руководящие органы. Ряд райкомов отказался признать легитимность прошедшей конференции.
17 апреля 2011 года на организационном Пленуме МГК КПРФ, проведённого по инициативе Совета секретарей МГО КПРФ, В. Лакеев был избран первым секретарем и членом бюро альтернативного МГК. Впоследствии он возглавил Объединённую коммунистическую партию.